# Panagís Tsaldáris
Panagís Tsaldáris (1868 — 1936) foi um político da Grécia. Ocupou o cargo de primeiro-ministro da Grécia.